# Naše společná budoucnost
Světová komise Organizace spojených národů pro životní prostředí a rozvoj (United Nations World Commission on Environment and Development - WCED) vydala v roce 1987 studii (zprávu) Naše společná budoucnost (Our common future), která je známá také jako Zpráva Brundtlandové (Brundtland report). Tato závěrečná zpráva je výsledkem čtyřleté práce Komise, která probíhala pod vedením norské ministerské předsedkyně Gro Harlem Brundtlandové v letech 1983 až 1987. Studii vydalo v roce 1987 nakladatelství Oxford University Press. Byla předložena 42. zasedání Valného shromáždění OSN (The General Assembly OSN). Stala se důležitým milníkem ve vývoji ochrany životního prostředí. Dočkala se řady vydání a byla přeložena do mnoha jazyků Zabývá se soudobou environmentální problematikou, etabluje a definuje pojem udržitelného rozvoje (sustainable development) jako: „takový rozvoj, který naplňuje potřeby přítomných generací, aniž by ohrozil schopnost budoucích generací naplňovat potřeby své.“

## Struktura dokumentu
Naše společná budoucnost je strukturována do pěti částí.
- Úvod obsahuje seznam zkratek a terminologických poznámek, úvodní slovo předsedkyně a přehled závěrů Světové komise.

Po úvodu následují tři hlavní části:
- První část „Společné zájmy“ je tvořena třemi dílčími oblastmi, které se věnují analýze soudobého socioekonomického kontextu.
- Druhá část nazvaná „Společné úkoly“ tvoří nejobsáhlejší část dokumentu. Definuje kroky, které je potřeba udělat na cestě k udržitelnému rozvoji (kromě populační a demografické problematiky se zabývá také úlohou ekosystémů, energie a průmyslu). Předkládá optimistickou a často kritizovanou tezi, že není potřeba omezení ekonomického rozvoje, ale pouze jeho zkvalitnění (tedy s menšími hmotnými vstupy vyrábět více).
- Třetí část „Společné snahy“ se ve svých třech oddílech zabývá politickým kontextem udržitelného rozvoje a návrhy institucionálních a právních změn.

Závěrečnou část studie tvoří dvě přílohy.
- První příloha obsahuje Souhrn navrhovaných právních zásad péče o životní prostředí a udržitelného rozvoje přijatých skupinou expertů WCED pro ekologické právo. Skládá se ze čtyř částí umístěných na pouhých třech stranách, které však představují nejkonkrétnější a zároveň nejdůležitější část celé studie. Jednotlivé části obsahují soubor dvaceti dvou zásad, které je možné chápat i jako shrnutí celé studie do jednotlivých principů. Zásady také navazují na principy a prohlášení obsažené ve Stockholmské deklaraci. Rozpracovávají a uvádějí základní východiska udržitelného rozvoje, předběžně opatrného jednání a mezinárodní spolupráce v oblasti ochrany životního prostředí. I přesto, že jsou tyto zásady ve srovnání s jinými oficiálními dokumenty relativně konkrétní (navrhují např. i přesně vymezenou hranici osmnácti měsíců pro smírné urovnání mezinárodních ekologických sporů), může být i jim vytýkána jistá obecnost. Na druhé straně je nutno vzít v potaz, že se jedná o dokument, jehož ambicí bylo dosáhnout v dané době mezinárodního uznání a jako takový svůj účel splnil.
- Druhá příloha dokument uzavírá popisem složení Komise a jejích členů.

## Úspěch dokumentu
Naše společná budoucnost se rychle po svém zveřejnění stala významným dokumentem na poli ochrany životního prostředí. Její úspěch můžeme přirovnat ke Stockholmské deklaraci či Mezím růstu. Studie se dočkala řady vydání po celém světě a stala se také základem pro další jednání a dokumenty OSN. O závěrech studie se diskutovalo především na Konferenci OSN o životním prostředí a rozvoji (UN Conference on Environment and Development - UNCED) (1992) a promítly se do jejích výstupů.